# 조나단 슬래빈

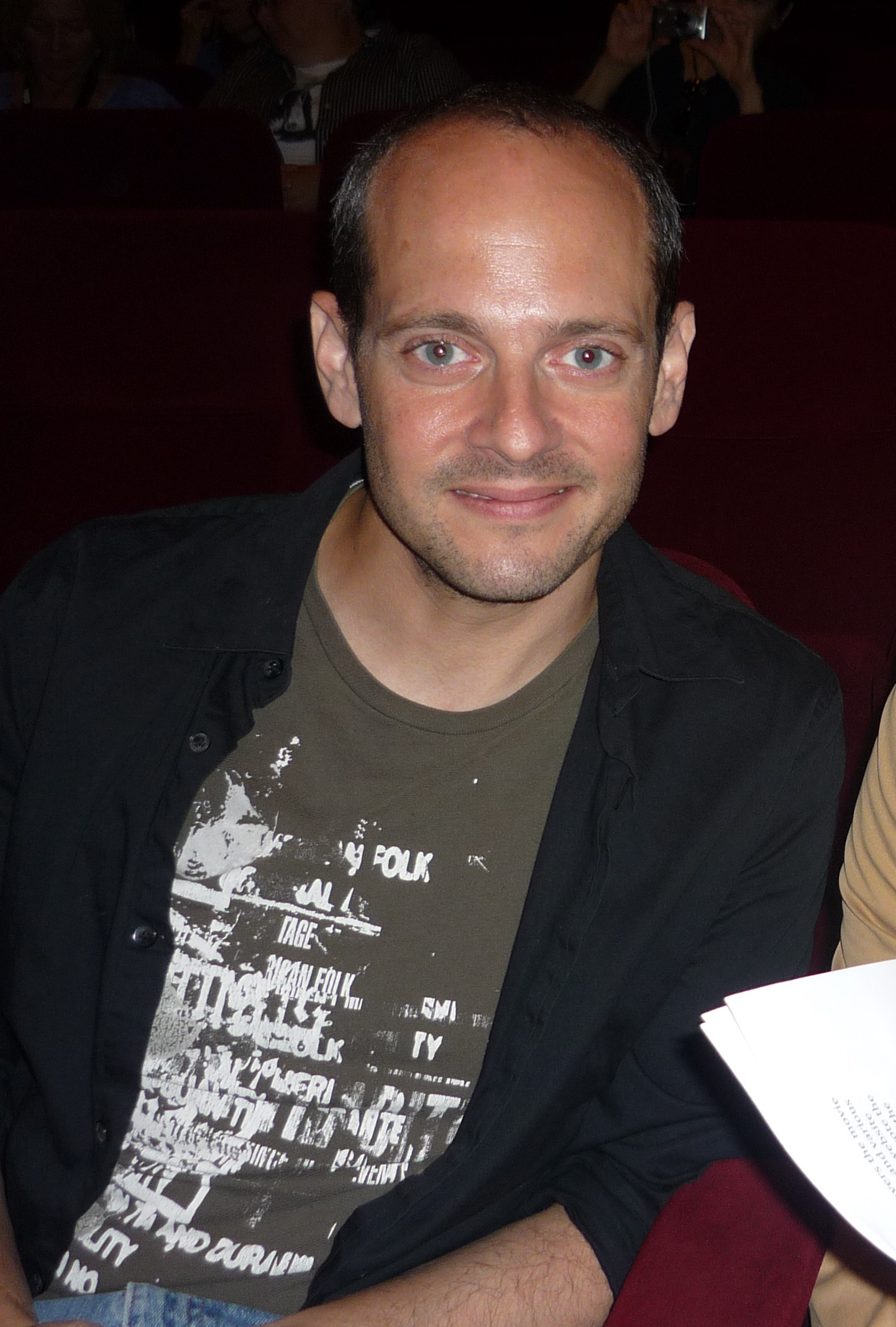

조너선 슬레이빈(Jonathan Slavin, 영어 발음: /ˈsleɪvən/, 1969년 11월 8일 ~ )은 미국의 배우이다. 윌크스바에서 태어났다.

## 출연 작품
- 올 어바웃 더 머니 (2017년)
- Mission Control (2014)
- 러브 앤 머시 (2014년) - 필 스펙터 역
- OJ: The Musical (2013)
- 맨 업 (2013년) - 로만 역
- 빅 미라클 (2012년) - 로저 노치 역
- 베터 위드 유 (2010년) - 글렌 역
- 윗치 마운틴 (2009년)
- 내 어머니의 머리모양 (2006년)
- 신데렐라 스토리 (2004년)
- 썸머랜드 (2004년)
- 그랜드 세이트 패슨스 (2003년)
- 에브리씽 풋 투게더 (2000년)

### 텔레비전
- 베터 오프 테드 (2009-10, Better Off Ted)
- 로봇과 몬스터 (2012-14, Robot and Monster) - 애니메이션
- 닥터 켄 (2015-17, Dr. Ken)